# Malacky
Malacky (în germană Malatzka, în maghiară Malacka / Maluchka) este un oraș din Slovacia cu 18.219 locuitori.

## Demografie
| An:                | 1994   | 2004   | 2014   | 2024   |
| ------------------ | ------ | ------ | ------ | ------ |
| Număr de persoane: | 17.753 | 17.858 | 17.135 | 18.810 |
| Diferență:         |        | +0,59% | −4,04% | +9,77% |

| An:                | 2023   | 2024   |
| ------------------ | ------ | ------ |
| Număr de persoane: | 18.804 | 18.810 |
| Diferență:         |        | +0,03% |